# Diego de Villalba y Toledo
Diego de Villalba y Toledo Salamanca, fou un militar espanyol del segle xvii al servei de Felip IV de Castella, general d'artillería, Cavaller de l'Orde de Sant Jaume, senyor de Santa Cruz de Pinares i majordom de Joan Josep d'Àustria.
Protegit del duc d'Alba, va deure el seu encimbellament a aquest alt personatge. Serví molt anys en l'exèrcit, començant la seva carrera des de soldat ras fins a ascendir a general d'artilleria.
Acompanyant a Pedro Fajardo de Zúñiga y Requesens, en la campanya de 1640-1641 va dirigir un terç, participant en les batalles de Coll de Balaguer, Cambrils, i Martorell i Montjuïc.
Governador de l'Havana, va passar a Nova Granada on va acabar el puente grande sobre el riu Bogotà i el pont sobre el riu Gualí en Honda amb mà d'obra indígena. Després de l'atac de Henry Morgan al castell de San Felipe de Cartagena d'Índies el 1668, i per les notícies d'un proper desembarcament francès a les costes del Nova Granada es va dirigir a Cartagena d'ïndies.
No va acabar el mandat doncs fou investigat per Melchor de Liñán y Cisneros actuant com a jutge de visita, qui va ordenar la seva detenció i confinament a Villa de Leiva per apropiació de diner de la "caixa de difunts". Va morir a Salamanca.